# Angola ved sommer-OL 2016
Angola konkurrerede ved sommer-OL 2016 i Rio de Janeiro i perioden d. 5 august 2016 til d. 21 august 2016. Dette var nationens niende deltagelse i træk ved sommer-OL, med undtagelse af Sommer-OL 1984 i Los Angeles, på grund af sin støtte til det sovjetiske boykot.

## Medaljer
| 2016 Rio de Janeiro | Guld | Sølv | Bronze | Total |
| Angola              | 0    | 0    | 0      | 0     |

## Svømning

### Resultater
| Dato      | Disciplin | H/D    | Udøver        | Indledende heat | Indledende heat | Semifinale | Semifinale | Finale              | Finale              |
| Dato      | Disciplin | H/D    | Udøver        | Tid             | Placering       | Tid        | Placering  | Tid                 | Placering           |
| --------- | --------- | ------ | ------------- | --------------- | --------------- | ---------- | ---------- | ------------------- | ------------------- |
| 6. august | 400 m IM  | Herrer | Pedro Pinotes | 4:25,84         | 25              | N/A        | N/A        | ude af konkurrencen | ude af konkurrencen |